# ياسر حمدي
ياسر عصام حمدي (بالإنجليزية: Yaser Esam Hamdi) (ولد في 26 سبتمبر 1980) هو مواطن أمريكي سابق تم القبض عليه في أفغانستان في عام 2001. تدعي حكومة الولايات المتحدة أنه كان يقاتل مع طالبان ضد الولايات المتحدة والتحالف الشمالي الأفغاني، واعتقل ما يقرب من ثلاث سنوات بدون تهمة، كان حمدي مواطنًا أمريكيًا حيث ولد في ولاية لويزيانا، وفي 9 أكتوبر 2004 تم إسقاط الجنسية عنه وترحيله إلى المملكة العربية السعودية.
احتجز في البداية في معسكر إكس-راي في معتقل غوانتانامو في كوبا جنبًا إلى جنب مع مئات من المعتقلين الآخرين، ثم تم نقله إلى السجون العسكرية في ولاية فرجينيا وولاية كارولينا الجنوبية. وفي 28 يونيو 2004 رفع حمدي دعوى قضائية ضد وزير الدفاع الأمريكي الأسبق رامسفيلد المعروفة بقضية حمدي ضد رامسفيلد.